# Dudenborn
Die Wüstung Dudenborn befindet sich in der Gemarkung von Duderstadt im Landkreis Göttingen in Niedersachsen.

## Lage
Dudenborn befindet sich im Nathetal zwischen Nesselröden und Etzenborn am nordwestlichen Rand des Eichsfeldes. Der Dudenborner Bach mündet bei der Landesstraße L569 in die Nathe. Unweit südwestlich verläuft die niedersächsisch-thüringische Landesgrenze.

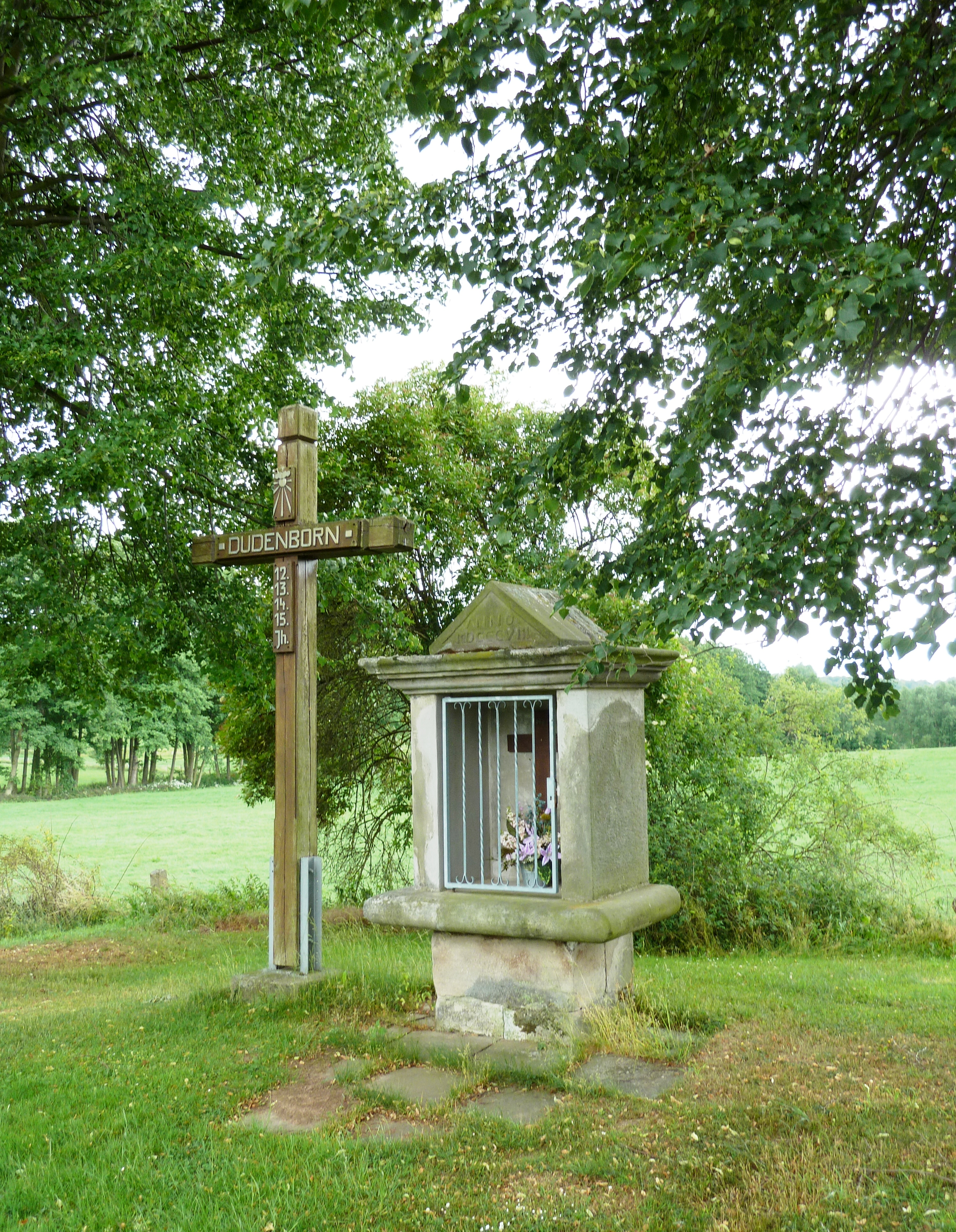
Dorfstelle der Wüstung Dudenborn, Bildstock aus dem Jahre 1808

## Geschichte des Ortes und der Wüstung
Eine erste schriftliche Erwähnung für einen Johannes von Dudenborn gibt es für das Jahr 1221.  Weitere Erwähnungen für die Jahre 1256 und 1259 lassen sich nicht eindeutig diesem Ort zuordnen. Oberlehnsherr über die Goldene Mark und somit auch Dudenborn war zunächst das Stift Quedlinburg. Zum Dorf gehörte auch eine Kirche, eine Mühle und 17 Bauernhöfe auf einer Landfläche von 25½ Hufen.
Wann der Ort aufgegeben wurde, ist nicht bekannt, im Jahr 1564 wird Dudenborn als Wüstung bezeichnet. Bis ins 18. Jahrhundert wird die Flurgegend von Dudenborn noch häufig in Urkunden genannt. Dabei geht es überwiegend um den Verkauf oder Belehnungen bzw. Afterlehen von Land und Gütern an verschiedene Adelsgeschlechter, wie die von Uslar, von Bültzingslöwen, von Westernhagen und Wintzingerode, aber auch an Bürger von Duderstadt. Bekannt sind auch die Dudenborner Erbschaften, die in dem Dudenborner Erbenbuch in Duderstadt nachweisbar sind, vermutlich sind die Bewohner von Dudenborn nicht nur nach Nesselröden, sondern auch nach Duderstadt übergesiedelt.
Die Feldflur des ehemaligen Dorfes erstreckte sich südlich der Nesselröder Warte, im Westen bis zur Wüstung Stäpe oder Stopenhagen, an der Straße nach Etzenborn entlang, nach Nesselröden und den Gemarkungen der Wüstungen Nackenrode und Wickelshagen. Im 17. Jahrhundert wird der Begriff „Dudenborner Schlage“ im Zusammenhang mit der nahen Grenze zwischen dem kurmainzischen Eichsfeld und dem hessischen Amt Neuengleichen genannt.
Heute findet man am Ort der Wüstung einen Bildstock und ein Holzkreuz.

## Namensherkunft
Zum Grundwort „-born“ für Quelle oder Brunnen kommt wohl ein Personenname „Dudo-“ in Frage.

## Adelsgeschlecht von Dudenborn
Im 13. und 14. Jahrhundert werden einige Herren von Dudenborn erwähnt, vermutlich eine kleine ortsansässige Familie, die sich nach dem Dorf benannte. 1221 wird ein Johannes von Dudenborn genannt, er ist Dienstmann des Quedlinburger Stiftes.